# Giáo hoàng đối lập Gioan XXIII

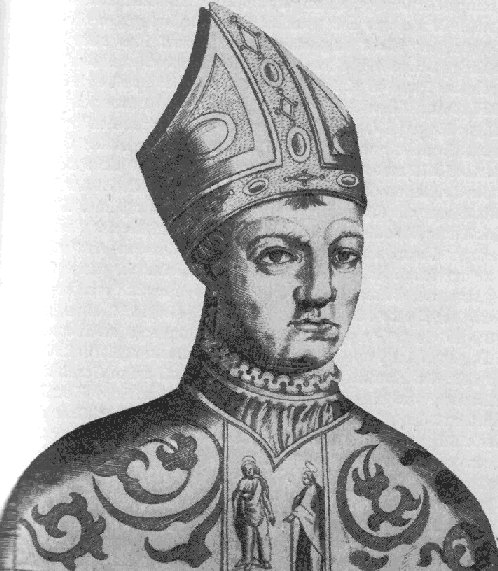
Giáo hoàng đối lập Alexander V

Baldassarre Cossa (khoảng 1370 - 21 tháng 12 năm 1419) được biết đến là Giáo hoàng Gioan XXIII (1410-1415) trong thời kỳ diễn ra sự ly khai phương Tây. Giáo hội Công giáo chính thức coi ông là một giáo hoàng đối lập.
Cossa Baldassarre được sinh ra trên đảo Procida hoặc Ischia ở Vương quốc Naples trong một gia đình quý tộc nhưng nghèo khó. Ban đầu ông theo đuổi sự nghiệp quân sự, tham gia trong cuộc chiến tranh Angevin-Neapolitan. Hai anh em ông đã bị kết án tử hình cho tội cướp biển bởi Ladislaus Naples.
Ông học luật và lấy bằng tiến sĩ tại Đại học Bologna. Vào năm 1392, ông phục vụ cho Giáo hoàng Boniface IX, lúc đầu làm việc ở Bologna và sau đó tại Rome. (Cuộc Đại ly giáo Tây phương bắt đầu năm 1378 và có hai Giáo hoàng cạnh tranh tại thời điểm đó, một ở Avignon với sự hỗ trợ của Pháp và Tây Ban Nha và một ở Rome với sự hỗ trợ của Ý, Đức và Anh). Vẫn còn là một giáo dân, ông trở thành Hồng y phó tế vào năm 1402 và Đặc sứ Giáo hoàng tại Forlì vào năm 1403. Tại thời điểm này Cossa đã có một số liên kết với các băng cướp người địa phương nhằm đe dọa các đối thủ của mình và tấn công các xe chở hàng hóa. Mối liên kết này đã giúp ông gia tăng quyền lực và ảnh hưởng trong khu vực.
Vào tháng 5 năm 1408, ông là một trong bảy vị hồng y đã rời bỏ Giáo hoàng Gregory XII và phục tùng Giáo hoàng Biển Đức XIII ở Avignon. Cossa đã giữ vai trò lãnh đạo trong việc triệu tập công đồng Pisa. Mục đích của công đồng là để kết thúc cuộc ly giáo. Để đạt được mục tiêu này, các hồng ý đã thống nhất lật đổ Gregory XII và Benedict XIII và bầu Giáo hoàng mới (tức Alexander V) vào năm 1409. Gregory và Benedict phớt lờ phán quyết của công đồng. Trên thực tế cả ba người đều đồng thời tranh chấp "ngôi giáo hoàng".
Alexander V qua đời vào ngày 25 tháng 5 năm 1410. Cossa được bầu chọn làm Giáo hoàng, lấy tên là John XXIII. Ông được thụ phong linh mục một ngày trước khi. Trong khi Gioan XXIII được công nhận là Giáo hoàng của Pháp, Anh, Bohemia, Phổ, Bồ Đào Nha, các bộ phận của Đế quốc La Mã thánh, và nhiều bang miền Bắc Ý, bao gồm Florence và Venice thì Giáo hoàng Biển Đức XIII ở Avignon được coi là Giáo hoàng của các vương quốc Aragon, Castile, Sicilia và Scotland. Trong khi đó Giáo hoàng Gregory XII vẫn còn được thừa nhận bởi Ladislaus Naples, Carlo I Malatesta, các hoàng tử của Bavaria, Louis III, Electoral Palatine, và một bộ phận của Đức và Ba Lan.
Gia đình Medici đã hỗ trợ Cossa trong chiến dịch trở thành hồng y và Giáo hoàng. Do đó trong giáo triều của mình, Gioan XXIII đã đưa Ngân hàng Medici vào ngân hàng của Giáo hoàng, góp phần đáng kể vào sự giàu có và uy tín của gia đình này. John đã để ngỏ cho các quan chức dưới quyền của mình bán ân xá, gây nên cuộc tranh cãi trong các bộ phận khác nhau ở châu Âu và bị phản đối bởi một số người, ví dụ bởi những người theo Jan Hus ở Prague.

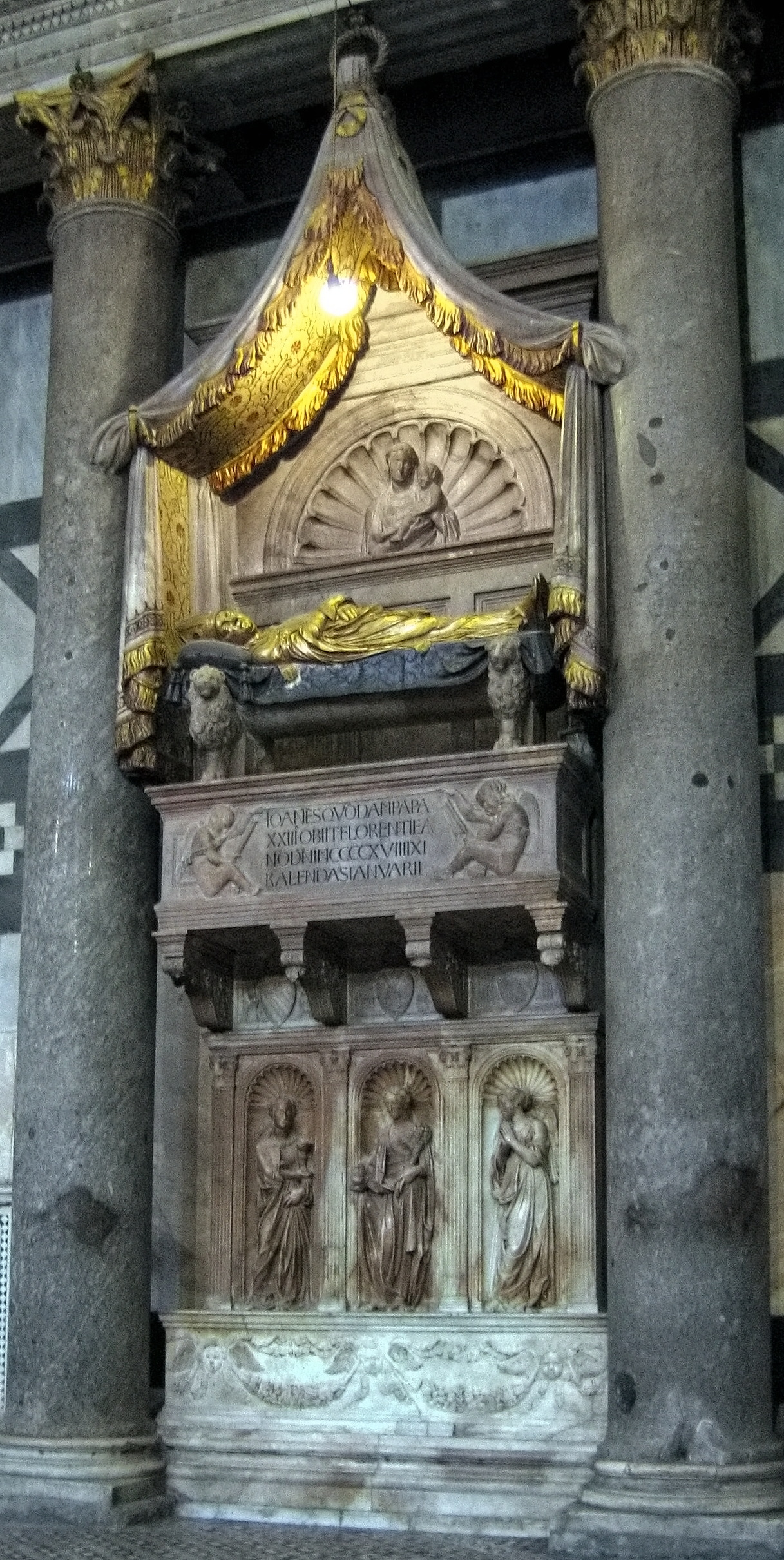
Mộ của Giáo hoàng đối lập Gioan XXIII

Kẻ thù chính của John là Ladislaus Naples, người bảo vệ Gregory XII tại Rôma. Sau khi được bầu làm Giáo hoàng, John đã dành một năm ở Bologna và sau đó gia nhập lực lượng cùng với Louis II Anjou chống lại Ladislaus. Trong một chiến thắng ngắn ngủi, Ladislaus chiếm lại Rôma năm 1413, buộc John phải chạy trốn đến Florence. Tại Florence, ông đã gặp Sigismund, người vừa giành được ngôi vua của Đức và có tham vọng trở thành hoàng đế. Sigismund muốn kết thúc cuộc ly giáo và kêu gọi John triệu tập một công đồng chung. John đã đồng ý thực hiện với chút do dự, sợ rằng ông có thể bị lật đổ tại công đồng.
Công đồng Constance được triệu tập vào ngày 30 tháng 10 năm 1413. Gioan XXIII cũng mời hai Giáo hoàng Gregory XII và Benedict XIII đến tham dự nhưng hai ông không tới, riêng Gregory lên tiếng sẽ từ chức, nếu cả hai vị kia cũng làm như vậy. Công đồng đưa ra cách giải quyết là cả ba đều thoái vị và một vị Giáo hoàng mới được bầu. Gregory đã đồng ý và John ban đầu cũng chấp nhận nhưng sau đó ông đã chạy trốn khỏi công đồng với hy vọng rằng nếu không có sự có mặt của ông, công đồng sẽ mất giá trị. Nhưng nhờ sự góp sức của Sigismund nên công đồng vẫn tiếp tục.
Thay vào đó, công đồng tuyên bố phế truất Gioan XXIII và kết tội ông là dị giáo, buôn thần bán thánh, ly giáo và phản luân lý. Lệnh tìm kiếm "kẻ tội đồ" được ban bố trên toàn lãnh thổ. Chỉ còn lại duy nhất Benedict XIII, vị Giáo hoàng ở Avignon từ chối từ chức và đã bị rút phép thông công, hồng y phó tế Oddone Colonna được bầu làm tân Giáo hoàng vào năm 1417 (Giáo hoàng Martin V)
Cossa sau đó bị giam ở Đức. Ông được trả tự do vào năm 1418 sau khi gia đình Medicis phải trả một khoản tiền chuộc lớn. Ở Rome, ông đã phục tùng Martin V, người đã phong ông thành hồng y, Giám mục của Tusculum. Ông đã đi đến Florence và qua đời chỉ vài tháng sau đó. Ngôi mộ với kiến trúc tuyệt vời của ông được xây dựng bởi Donatello và Michelozzo trong đại thánh đường San Giovanni ở Florence.